# Plataforma-talud marinos del Cabo de la Nao
Plataforma-talud marinos del Cabo de la Nao este o arie protejată (arie de protecție specială avifaunistică — SPA) din Spania întinsă pe o suprafață de 268.109,75 ha, integral marine.

## Localizare
Centrul sitului Plataforma-talud marinos del Cabo de la Nao este situat la coordonatele 38°41′19″N 0°24′33″E / 38.6887°N 0.4092°E.

## Înființare
Situl Plataforma-talud marinos del Cabo de la Nao a fost declarat arie de protecție specială avifaunistică în iulie 2014 pentru a proteja 11 specii de animale.

## Biodiversitate
Situată în ecoregiunile marină mediteraneană și mediteraneană, aria protejată nu include niciun habitat protejat.
La baza desemnării sitului se află mai multe specii protejate de  păsări (11): Calonectris diomedea, chirighiță neagră (Chlidonias niger), Hydrobates pelagicus, Hydrocoloeus minutus, Larus audouinii, pescăruș negricios (Larus fuscus), pescăruș-cu-cap-negru (Larus melanocephalus), Larus michahellis, Puffinus mauretanicus, chiră de baltă (Sterna hirundo), chiră de mare (Thalasseus sandvicensis).